# Єхе-Цаган
Єхе-Цаган (рос. Ехэ-Цаган) — улус Селенгинського району, Бурятії Росії. Входить до складу Сільського поселення Селендума.
Населення —  363 особи (2015 рік). 

## Відомі особистості
В поселенні народився:
- Доржієва Цирен-Дулма Лубцанівна (1924—1945) — радянський снайпер.